# Ель-Фуджайра
Ель-Фуджа́йра (Фудже́йра; араб. الفجيرة, зоря) — місто в Об'єднаних Арабських Еміратах, адміністративний центр емірату Ель-Фуджайра .
Населення 54 тис. осіб (2003). 7-е за кількістю населення місто в ОАЕ.
Ель-Фуджайра, розташована на березі Оманської затоки, - невелике сучасне містечко з широкими і просторими вулицями. Серед історичних пам'яток виділяється напівзруйнований форт Фуджейра 1670 року побудови.
У місті розташовані морський порт та міжнародний аеропорт.